# برنت بریسکو
برنت بریسکو (انگلیسی: Brent Briscoe؛ زادهٔ ۲۱ مهٔ ۱۹۶۱ - مرگ ۱۸ اکتبر ۲۰۱۷) فیلم‌نامه‌نویس و هنرپیشه اهل ایالات متحده آمریکا بود.
او در فیلم‌های بیمه عمر، شهر کوچک شنبه‌شب، بگو اینطور نیست و بزرگ خالی بازی کرده‌است.